# 阿姆塔里乌帕齐拉
阿姆塔里乌帕齐拉（英語：Amtali Upazila） 是孟加拉国巴里萨尔专区博尔古纳县的一个乌帕齐拉。
根据1991年的孟加拉国人口普查，阿姆塔里的总人口为244,438人，其中男性人口占总人口的50.39%，女性占49.61%。18岁以上的人口有119889人。